# Wayne Bridge
Wayne Michael Bridge (Southampton, 5 de agosto de 1980) é um ex-futebolista inglês que atuava como lateral-esquerdo. Seu último clube foi o Reading.

## Carreira

### Início
Bridge atuava pelo Olivers Battery, um clube amador, como centroavante, e foi descoberto pelo olheiro Micky Adams, que o levou ao Southampton em 1996. Foi um atacante em seu primeiro jogo pelo time B dos "Saints", contra o Portsmouth. Estreou pelo time principal em 16 de agosto de 1998, no lugar de John Beresford, num jogo de pré-temporada. Estreou pelo time oficial numa derrota por 5 a 0 para o Charlton Athletic. Bridge, já deslocado para a ponta-esquerda, foi uma das vítimas da má campanha do time na temporada, na qual escapou por pouco do rebaixamento.
Na temporada seguinte, Bridge se aproveitou de lesões do titular Francis Benali para recobrar seu lugar no time, na lateral. Ficou lá e não saiu mais. Marcou seu primeiro gol na temporada, contra o Wimbledon. Na temporada 2000-01, Bridge jogou todos os minutos dos jogos  do Southampton na temporada, sendo votado Jogador do Ano pelos torcedores.

### Chelsea
Em julho de 2003 foi contratado pelo Chelsea, na chegada do milionário russo Roman Abramovich. Na chegada dele a Stamford Bridge, os torcedores não ficaram muito entusiasmados, mas após uma memorável comemoração de um gol num jogo contra o Portsmouth, Bridge entrou no coração dos torcedores dos Blues.
Ganhou mais espaço ainda quando marcou no jogo Arsenal 1-2 Chelsea, válido pela Uefa Champions League 2003-04. Sendo o Arsenal um rival londrino, os mandos de campo não costumam contar em dérbis assim, mas os Gunners tinham vencido na casa do Chelsea, obrigando o time azul a vencer na casa do rival. Bridge fez o gol da vitória aos 90+1' num passe de Eidur Gudjohnsen que despachou o Arsenal em pleno Highbury.
Bridge quebrou o tornozelo na temporada 2005-06 e, quando retornou, tinha a competição do francês Gallas e do espanhol Del Horno. Preferiu ser emprestado ao Fulham, onde os fãs o apelidaram de "Putney", graças à Ponte Putney (em inglês, Putney Bridge) que dá acesso ao estádio local.
Na temporada 2006-07, estava de volta ao Chelsea, desta vez disputando posição com o concorrente pela mesma vaga na Seleção - Ashley Cole. Tornou-se uma ótima opção para José Mourinho, que sofreu muito com desfalques nesta temporada. Bridge chegou a jogar de zagueiro central em emergências. Fez parte da final na qual o Chelsea ganhou a Copa da Liga Inglesa contra o Arsenal por 2 a 1. Na confusão entre o marfinense Touré e o nigeriano Obi Mikel, Bridge recebeu um soco na nuca de Eboué e caiu desacordado. Bizarramente, o juiz expulsou Adebayor pelo lance.

### Manchester City
Dia 2 de janeiro de 2009 o Manchester City o contratou por cerca de 12,4 milhões de euros, aproximadamente R$ 40 milhões, após quase 4 anos em Stamford Bridge, Bridge decidiu ir para os Sky Blues após perder espaço com a chegada do novo treinador do Chelsea que pouco o colocou para jogar.
Em janeiro de 2011 após secessivas partidas  no banco de reservas dos blues skys, Brigde foi emprestado ao West Ham até ao final da temporada.

### Carreira na Seleção
Estreou na seleção inglesa no dia 13 de fevereiro de 2002 e marcou seu primeiro gol com a camisa da seleção inglesa num jogo contra a Islândia no dia 5 de junho de 2004. Em 2002, ganhou a briga com o veterano Graeme Le Saux para ser reserva de Ashley Cole no grupo que foi à Copa do Mundo de 2002, sendo uma das "surpresas" de Sven-Göran Eriksson.
Em 2006, teve que vencer uma série de lesões para conseguir ir à Copa, e conseguiu novamente. Em ambas as ocasiões, envergou a camisa 14 e não entrou em campo um minuto sequer. Durante as eliminatórias para esta competição, chegou a atuar como meia-esquerda, mas a parceria com Cole, seu rival pela lateral, não foi muito produtiva.

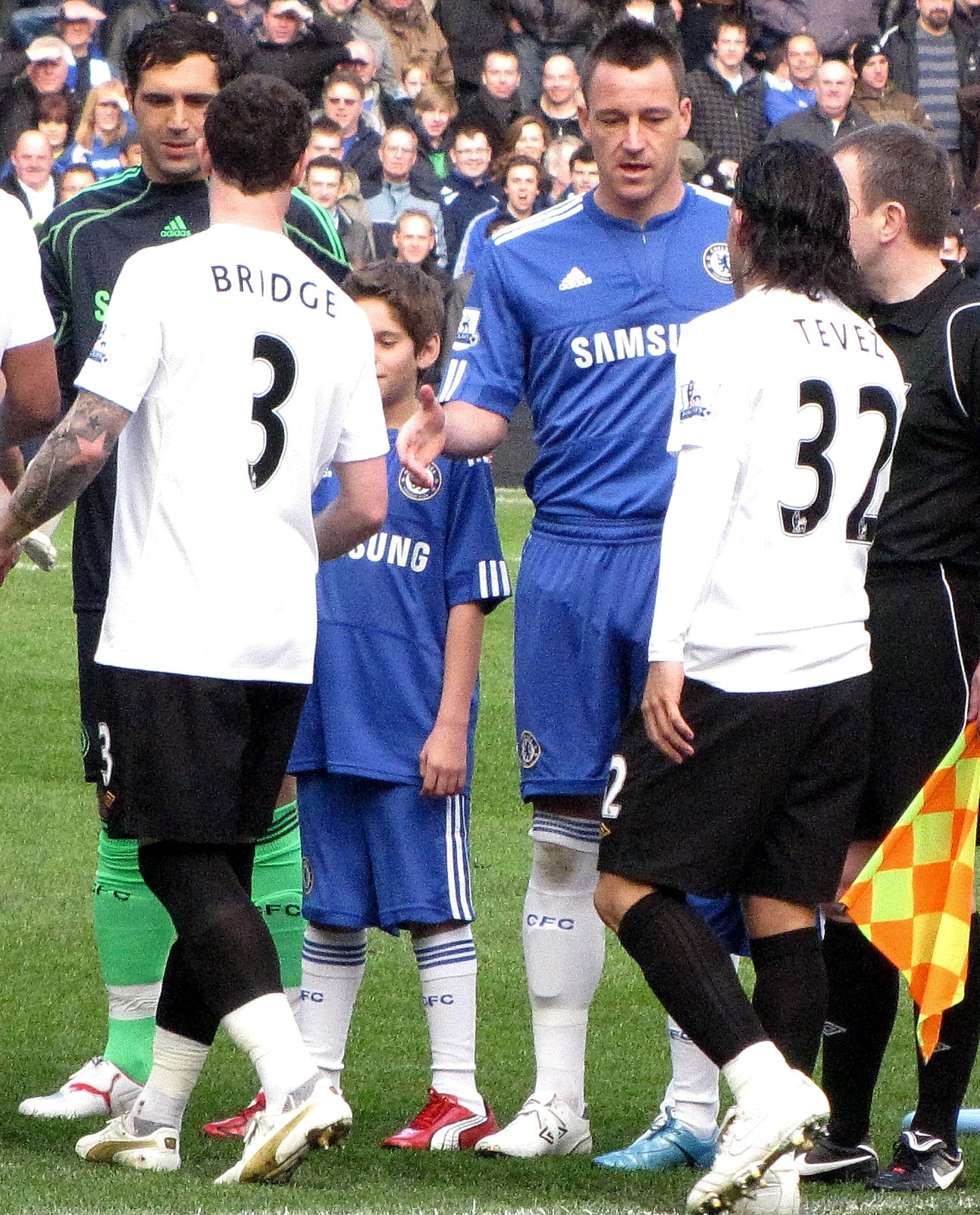
O momento em que Bridge (número 3) recusou-se a cumprimentar John Terry

É convocado quase que regularmente por Fabio Capello atual técnico da seleção inglesa, mas em 2008 continuou a perder espaço por ter sido reserva de Cole no Chelsea, mas em 2009 será titular no City e poderá recuperar espaço e brigar pela lateral-esquerda na seleção com Ashley Cole e Lescott.

## Vida pessoal

### Polêmica

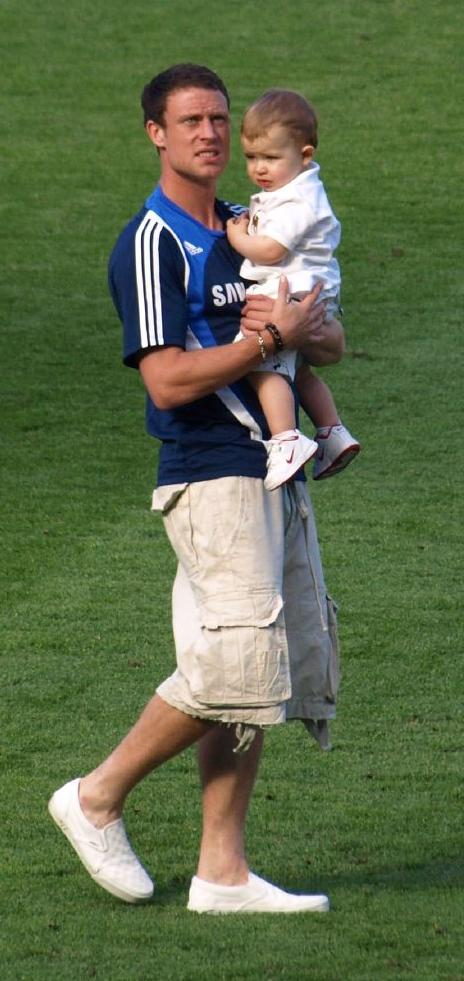
Bridge com seu filho Jaydon

O jogador se viu envolto numa polêmica amorosa ao descobrir que John Terry, seu antigo parceiro de Chelsea e considerado um dos melhores amigos de Bridge teve um caso extraconjugal com a sua então esposa, a modelo francesa Vanessa Perroncel. O caso repercutiu intensamente nos tablóides ingleses, trazendo consequências como a perda de Terry da braçadeira de capitão do English Team além da aposentadoria de Bridge da mesma seleção inglesa. No dia 27/02/2010, em partida válida pelo campeonato inglês, Terry e Bridge, jogadores do Chelsea e Manchester City, respectivamente, protagonizaram uma cena histórica na hora dos tradicionais cumprimentos.
Traído por Terry, Bridge cumprimentou a todos os adversários da fila, mas, quando chegou a vez do zagueiro, deixou o jogador do Chelsea no vácuo e seguiu cumprimentando os demais atletas do elenco londrino, em cena repetida inúmeras vezes pela televisão. O Manchester City venceu o Chelsea por 4x2 na partida que ficou conhecida como A vingança do marido traído.

### Atualmente

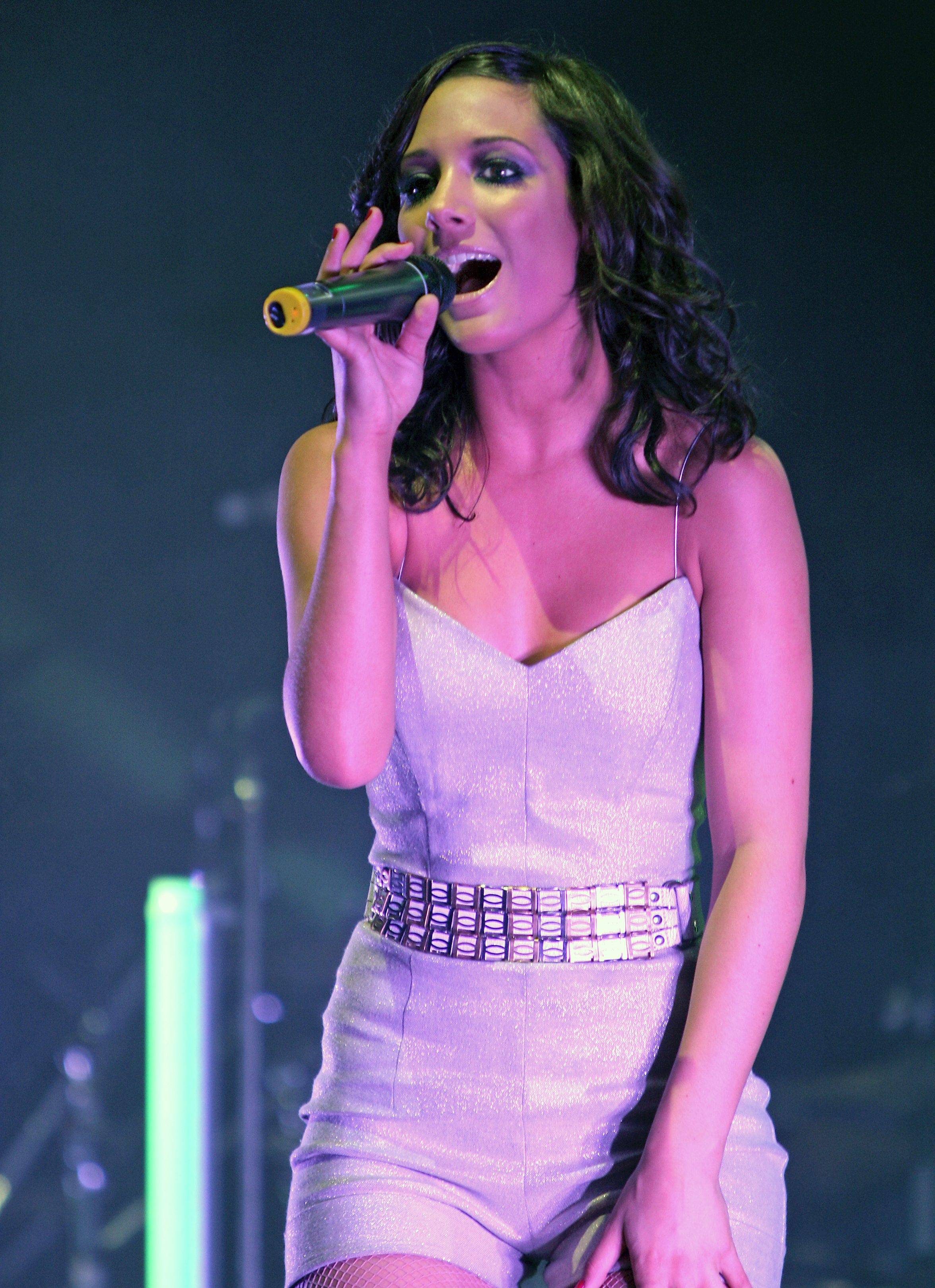
A cantora Frankie Sandford, atual noiva de Wayne Bridge

Desde dezembro de 2010, Bridge namora a cantora Frankie Sandford da banda britânica The Saturdays. Em abril de 2013, os dois ficaram noivos, e agora, Wayne e Frankie são pais de Parker Raye Bridge, nascido a 18 de Outubro de 2013 e de Carter Raye Bridge, nascido em 15 de Agosto de 2015.

## Títulos
Chelsea
- Premier League: 2004–05
- FA Cup: 2006–07
- Football League Cup: 2006–07

 Seleção Inglesa
- Torneio de Verão da FA: 2004

## Campanhas de destaque
Southampton
- FA Cup: 2002–03 (2° Lugar)